# Valz-sous-Châteauneuf
Valz-sous-Châteauneuf est une commune française, située dans le département du Puy-de-Dôme en région Auvergne-Rhône-Alpes. Les habitants de Valz s'appellent les Castelvalzois.

## Géographie

### Localisation

#### Lieux-dits et écarts
- Valz-sous-Châteauneuf
- Bourrasset
- Chambrefaite
- Passage
- Vielleprade
- Les Bouchers, les Planas, Suquet de Lafont, le Planard, les Garnasses, le Suquet, les Sagnards, Vigne Basse, Vigne Haute, les Dévines, la Croix, le Pachet, Prés de Curé, la Barthe, le Planard, les Prés Pillots, les Granas, les Quilles, les Bonneliches, les Sagnes, les Rats, la Rente, Prés Ceilloux, les Choux.

#### Communes limitrophes
Ses communes limitrophes sont Champagnat-le-Jeune, Peslières, Saint-Jean-Saint-Gervais et Saint-Martin-d'Ollières.

### Hydrographie et relief
- Deux ruisseaux : la Guelle et le Sée
- Forêts

### Climat
Pour des articles plus généraux, voir Climat d'Auvergne-Rhône-Alpes et Climat du Puy-de-Dôme.
En 2010, le climat de la commune est de type climat des marges montargnardes, selon une étude du Centre national de la recherche scientifique s'appuyant sur une série de données couvrant la période 1971-2000. En 2020, Météo-France publie une typologie des climats de la France métropolitaine dans laquelle la commune est exposée à un climat de montagne ou de marges de montagne et est dans la région climatique  Nord-est du Massif Central, caractérisée par une pluviométrie annuelle de 800 à 1 200 mm, bien répartie dans l’année. 
Pour la période 1971-2000, la température annuelle moyenne est de 10,2 °C, avec une amplitude thermique annuelle de 16,3 °C. Le cumul annuel moyen de précipitations est de 717 mm, avec 8,2 jours de précipitations en janvier et 7,1 jours en juillet. Pour la période 1991-2020, la température moyenne annuelle observée sur la station météorologique de Météo-France la plus proche, « Saint-Germain-L Herm », sur la commune de Saint-Germain-l'Herm à 10 km à vol d'oiseau, est de 8,0 °C et le cumul annuel moyen de précipitations est de 1 067,3 mm,. Pour l'avenir, les paramètres climatiques de la commune estimés pour 2050 selon différents scénarios d'émission de gaz à effet de serre sont consultables sur un site dédié publié par Météo-France en novembre 2022.

## Urbanisme

### Typologie
Au 1er janvier 2024, Valz-sous-Châteauneuf est catégorisée commune rurale à habitat très dispersé, selon la nouvelle grille communale de densité à sept niveaux définie par l'Insee en 2022.
Elle est située hors unité urbaine et hors attraction des villes,.

### Occupation des sols
L'occupation des sols de la commune, telle qu'elle ressort de la base de données européenne d’occupation biophysique des sols Corine Land Cover (CLC), est marquée par l'importance des forêts et milieux semi-naturels (67,5 % en 2018), une proportion identique à celle de 1990 (67,5 %). La répartition détaillée en 2018 est la suivante : 
forêts (67,5 %), prairies (31,9 %), terres arables (0,6 %). L'évolution de l’occupation des sols de la commune et de ses infrastructures peut être observée sur les différentes représentations cartographiques du territoire : la carte de Cassini (XVIIIe siècle), la carte d'état-major (1820-1866) et les cartes ou photos aériennes de l'IGN pour la période actuelle (1950 à aujourd'hui).

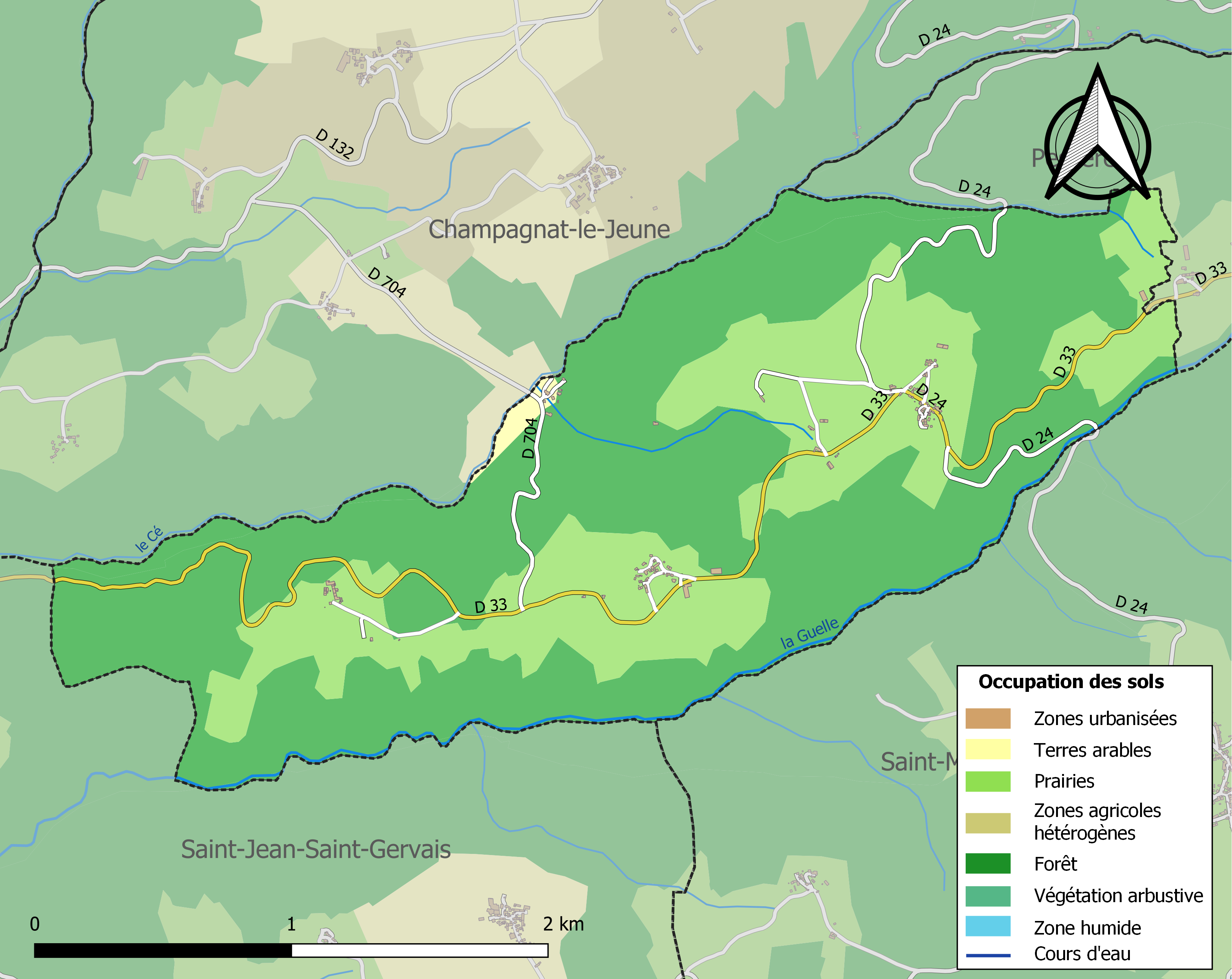
Carte des infrastructures et de l'occupation des sols de la commune en 2018 (CLC).

## Histoire
- Vallis supra Alzonum (1393)
- Église dédiée à saint Pierre-ès-Liens
- Les habitants de la commune ont été invités par le président Mitterrand à la garden party de l'Élysée. En retour François Mitterrand est venu à Valz le jeudi 19 février 1987.

## Politique et administration
| Période                                  | Période                         | Identité          | Étiquette | Qualité                        |
| ---------------------------------------- | ------------------------------- | ----------------- | --------- | ------------------------------ |
| Les données manquantes sont à compléter. |                                 |                   |           |                                |
| mars 2001                                |                                 | Marcel Bertinelli |           |                                |
| mars 2008                                | mai 2020                        | Edwige Gimel      |           |                                |
| mai 2020                                 | En cours (au 19 septembre 2020) | Anne-Marie Trehin |           | Gérante de société immobilière |

## Population et société

### Démographie
L'évolution du nombre d'habitants est connue à travers les recensements de la population effectués dans la commune depuis 1793. Pour les communes de moins de 10 000 habitants, une enquête de recensement portant sur toute la population est réalisée tous les cinq ans, les populations de référence des années intermédiaires étant quant à elles estimées par interpolation ou extrapolation. Pour la commune, le premier recensement exhaustif entrant dans le cadre du nouveau dispositif a été réalisé en 2005.

En 2022, la commune comptait 53 habitants, en évolution de +3,92 % par rapport à 2016 (Puy-de-Dôme : +2,1 %, France hors Mayotte : +2,11 %).
| 1793 | 1800 | 1806 | 1821 | 1831 | 1836 | 1841 | 1846 | 1851 |
| ---- | ---- | ---- | ---- | ---- | ---- | ---- | ---- | ---- |
| 306  | 282  | 295  | 335  | 345  | 338  | 345  | 385  | 356  |

| 1856 | 1861 | 1866 | 1872 | 1876 | 1881 | 1886 | 1891 | 1896 |
| ---- | ---- | ---- | ---- | ---- | ---- | ---- | ---- | ---- |
| 326  | 344  | 311  | 295  | 316  | 320  | 318  | 281  | 267  |

| 1901 | 1906 | 1911 | 1921 | 1926 | 1931 | 1936 | 1946 | 1954 |
| ---- | ---- | ---- | ---- | ---- | ---- | ---- | ---- | ---- |
| 264  | 236  | 230  | 163  | 143  | 127  | 121  | 106  | 81   |

| 1962 | 1968 | 1975 | 1982 | 1990 | 1999 | 2005 | 2006 | 2010 |
| ---- | ---- | ---- | ---- | ---- | ---- | ---- | ---- | ---- |
| 72   | 57   | 41   | 43   | 50   | 43   | 55   | 55   | 55   |

| 2015 | 2020 | 2022 | - | - | - | - | - | - |
| ---- | ---- | ---- | - | - | - | - | - | - |
| 52   | 53   | 53   | - | - | - | - | - | - |

## Culture locale et patrimoine

### Lieux et monuments
- Stèle en l’honneur de François Mitterrand (à la suite de sa visite du jeudi 19 février 1987).
- Église romane.